# Institut dʼEstudis Andorrans
Das Institut dʼEstudis Andorrans (IEA) ist ein Forschungsinstitut in Andorra. Es wurde 1976 mit Hauptsitz in Sant Julià de Lòria gegründet.
Es hatte zunächst die Aufgabe, zur Entwicklung des andorranischen Schulsystems beizutragen, insbesondere im Hinblick auf Lehrmittel und Lehrerausbildung. Das Institut hat Zentren in Barcelona und Toulouse eingerichtet und hatte zuvor ein ähnliches in Perpignan. Die Zentren in Katalonien und Frankreich fungieren auch als andorranische Kulturinstitute.
Im Jahr 1998 wurden die Aufgaben des Instituts auf die allgemeine Forschung ausgeweitet. Die IEA verfügt über zwei Zentren: Das Centre de Recerca Sociològica (CRES) betreibt Sozialforschung, während das Centre dʼestudis de la neu i de la muntanya dʼAndorra (CENMA) die Schnee- und Bergbedingungen untersucht.